# Смелково
Смелково — деревня в Пашском сельском поселении Волховского района Ленинградской области.

## История

Земли деревни Смелково на карте 1940 года

По данным 1966 и 1973 годов деревня Смелково входила в состав Николаевщинского сельсовета Волховского района.
По данным 1990 года деревня Смелково входила в состав Рыбежского сельсовета Волховского района.
В 1997 году в деревне Смелково Рыбежской волости проживали 7 человек, в 2002 году — 2 человека (все русские).
В 2007 году в деревне Смелково Пашского СП — 1, в 2010 году — также 1 человек.

## География
Деревня расположена в северо-восточной части района к западу от автодороги 41К-021 (Паша — Часовенское — Кайвакса).
Расстояние до административного центра поселения — 16 км.
Расстояние до ближайшей железнодорожной станции Паша — 22,5 км.
Деревня находится на правом берегу реки Паша.

## Демография
| 2002 | 2007 | 2010 | 2012 | 2017 |
| ---- | ---- | ---- | ---- | ---- |
| 2    | ↘1   | →1   | →1   | ↗4   |

### Национальный состав
Согласно данным Всероссийской переписи населения 2021 года в деревне проживали 2 человека, все русские.